# امدن (داکوتای شمالی)
امدن(به انگلیسی: Embden) شهری در ایالت داکوتای شمالی کشور ایالات متحده آمریکا است که جمعیت آن در سرشماری سال ۲۰۱۰ میلادی، ۵۹ نفر بوده‌است.